# Браян Вехели
Браян Вехели (англ. Brian Vahaly; нар. 19 липня 1979) — колишній американський тенісист.
Найвищу одиночну позицію світового рейтингу — 64 місце досяг 17 березня 2003, парну — 94 місце — 15 вересня 2003 року.
Здобув 5 одиночних та 3 парні титули.
Найвищим досягненням на турнірах Великого шолома було 2 коло в одиночному та парному розрядах.
Завершив кар'єру 2007 року.

## Фінали ATP Челленджер і ITF Ф'ючерс

### Одиночний розряд: 15 (10–5)
| Легенда              |
| -------------------- |
| ATP Челленджер (5–4) |
| ITF Ф'ючерс (5–1)    |

| Фінали за покриттям |
| ------------------- |
| Тверде (9–4)        |
| Ґрунт (1–1)         |
| Трава (0–0)         |
| Килим (0–0)         |

| Результат | В-П  | Дата     | Турнір                     | Рівень     | Покриття | Суперник          | Рахунок       |
| --------- | ---- | -------- | -------------------------- | ---------- | -------- | ----------------- | ------------- |
| Перемога  | 1–0  | Лип 2001 | США F17-A, Квог            | Ф'ючерс    | Ґрунт    | Б'єрн Якоб        | 5–7, 6–3, 6–2 |
| Поразка   | 1–1  | Лип 2001 | США F17-B, Піттсбург       | Ф'ючерс    | Ґрунт    | Джеймон Крабб     | 3–6, 6–1, 4–6 |
| Перемога  | 2–1  | Жов 2001 | Ямайка F1-A, Монтего-Бей   | Ф'ючерс    | Тверде   | Жульєн Кассень    | 3–6, 6–1, 6–0 |
| Перемога  | 3–1  | Жов 2001 | Ямайка F1, Negril          | Ф'ючерс    | Тверде   | Денієл Віллмен    | 7–6(7–4), 6–3 |
| Перемога  | 4–1  | Гру 2001 | США F28, Лагуна-Нігел      | Ф'ючерс    | Тверде   | Джон Доран        | 7–6(7–3), 6–2 |
| Перемога  | 5–1  | Лют 2002 | США F4, Браунсвілл         | Ф'ючерс    | Тверде   | Ніколас Толедо    | 6–3, 7–6(7–5) |
| Перемога  | 6–1  | Бер 2002 | Гамільтон, Нова Зеландія   | Челленджер | Тверде   | Луїс Восло        | 6–2, 5–7, 6–4 |
| Поразка   | 6–2  | Кві 2002 | Тарзана, Лос-Анджелес, США | Челленджер | Тверде   | Ерік Тайно        | 2–6, 6–7(6–8) |
| Перемога  | 7–2  | Чер 2002 | Таллахассі, США            | Челленджер | Тверде   | Джастін Гімелстоб | 7–6(7–5), 6–4 |
| Перемога  | 8–2  | Лип 2002 | Аптос, США                 | Челленджер | Тверде   | Ноам Бер          | 2–6, 6–3, 6–2 |
| Поразка   | 8–3  | Лис 2003 | Шампейн-Урбана, США        | Челленджер | Тверде   | Пол Голдстейн     | 3–6, 1–6      |
| Поразка   | 8–4  | Жов 2004 | Колледж-Стейшен, США       | Челленджер | Тверде   | Андре Са          | 3–6, 0–6      |
| Перемога  | 9–4  | Кві 2005 | Таллахассі, США            | Челленджер | Тверде   | Джастін Гімелстоб | 6–4, 6–0      |
| Поразка   | 9–5  | Сер 2005 | Бронкс, США                | Челленджер | Тверде   | Тьєррі Асьйон     | 2–6, 3–6      |
| Перемога  | 10–5 | Жов 2005 | Калабасас, США             | Челленджер | Тверде   | Деніс Ґремельмайр | 3–6, 6–2, 6–2 |

### Парний розряд: 7 (3–4)
| Легенда              |
| -------------------- |
| ATP Челленджер (3–4) |
| ITF Ф'ючерс (0–0)    |

| Фінали за покриттям |
| ------------------- |
| Тверде (3–3)        |
| Ґрунт (0–1)         |
| Трава (0–0)         |
| Килим (0–0)         |

| Результат | В-П | Дата     | Турнір               | Рівень     | Покриття | Партнер           | Суперники                           | Рахунок       |
| --------- | --- | -------- | -------------------- | ---------- | -------- | ----------------- | ----------------------------------- | ------------- |
| Поразка   | 0–1 | Лют 2002 | Даллас, США          | Челленджер | Тверде   | Гантлі Монтґомері | Джорджо Галімберті Фредерік Ніємеєр | 6–7(1–7), 4–6 |
| Поразка   | 0–2 | Тра 2002 | Рокі-Маунт, США      | Челленджер | Ґрунт    | Гантлі Монтґомері | Марк Мерклейн Ерік Тайно            | 3–6, 4–6      |
| Поразка   | 0–3 | Чер 2002 | Таллахассі, США      | Челленджер | Тверде   | Гантлі Монтґомері | Левар Гарпер-Гріффіт Джефф Вільямс  | 3–6, 6–4, 4–6 |
| Перемога  | 1–3 | Лют 2004 | Вайколоа, США        | Челленджер | Тверде   | Скотт Гамфріс     | Брендон Коуп Тревіс Перротт         | 6–3, 7–6(7–3) |
| Перемога  | 2–3 | Жов 2004 | Колледж-Стейшен, США | Челленджер | Тверде   | Пол Голдстейн     | Андре Са Бруно Соарес               | 7–5, 2–6, 6–4 |
| Поразка   | 2–4 | Жов 2004 | Остін, США           | Челленджер | Тверде   | Роберт Кендрік    | Андре Са Бруно Соарес               | 3–6, 1–6      |
| Перемога  | 3–5 | Сер 2005 | Бронкс, США          | Челленджер | Тверде   | Сесіл Маміїт      | Жульєн Беннето Ніколя Маю           | 6–4, 6–4      |